# Tea Falco
Tea Falco (* 11. srpna 1986 Catania) je italská herečka a fotografka. Mezi její zásluhy patří Me and You, Sotto una buona stella a televizní show The Young Montalbano. V roce 2015 hrála také jako Beatrice Mainaghi a její příběh z roku 1992.
Falco se narodila v Katánii na Sicílii.

## Filmografie

### Divadlo
- 2007: I Vicerè, Roberto Faenza
- 2012: Moi et toi (Io e te), Bernardo Bertolucci
- 2014: Sotto una buona stella, Carlo Verdone
- 2018: Une famille italienne (A casa tutti bene), Gabriele Muccino

### Televize
- 2012: Montalbano, premières enquêtes (Il giovane Montalbano), epizoda Ferito a morte.
- 2013: 1992–1993 (TV série), Giuseppe Gagliardi

### Divadlo
- 2004: Fumo negli occhi, Alessandro Idonea
- 2005: Inversione sessuale, Francesco Mazzullo
- 2006: La villa incantata, Vincenza Tomaselli
- 2007: In a bed, Gaetano Lembo
- 2008: Delitti esemplari, Claudio Mazzenga